# Institucions del Regne de Mallorca
Les institucions del Regne de Mallorca fan referència al conjunt de lleis i estructures pròpies que van governar aquest territori des de la seva fundació el 1229 per Jaume I fins a la seva desaparició el 1715, arran del Decret de Nova Planta promulgat per Felip V.
Durant la baixa edat mitjana, el Regne de Mallorca inicialment formà part de la Corona d'Aragó. Després de la mort de Jaume I, passà per un breu període com a regne independent i, més tard, com a regne privatiu. Finalment, el 1343, fou reintegrat de manera definitiva a la Corona d'Aragó després de la reincorporació de l'illa per Pere el Cerimoniós.
A l'edat moderna, amb la unió dinàstica de la Corona d'Aragó i la Corona de Castella, mitjançant el matrimoni entre Isabel I de Castella i Ferran II d'Aragó, el Regne de Mallorca s'integrà, juntament amb els altres territoris de la Corona d'Aragó, dins de la monarquia hispànica.

## Carta de franquesa de Mallorca

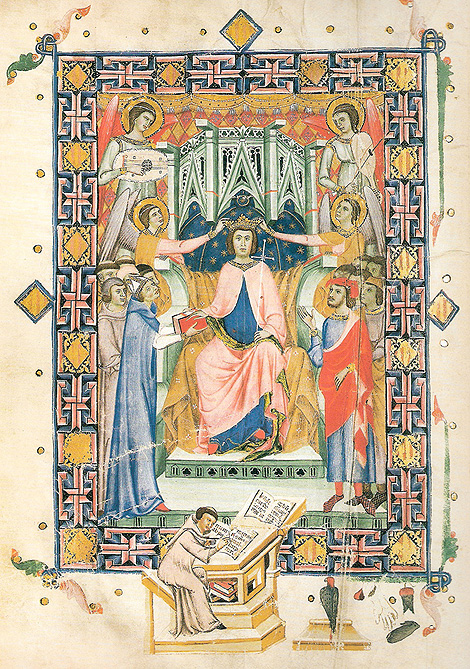
Jaume II al Llibre dels Reis, jurant les franqueses i privilegis.

La Carta de franquesa de Mallorca és un document atorgat per Jaume I el 1230, després de la conquesta de l'illa, amb l'objectiu d'establir un nou regne independent del Principat de Catalunya i atreure nous pobladors. Aquest document, influenciat per cartes anteriors com la de Tortosa, consta de 37 articles que regulen diversos aspectes polítics, socials i econòmics. Políticament, el rei es comprometia a mantenir el regne unit a la Corona, encara que posteriorment delegà l'administració a figures com Pere de Portugal i el seu fill, l'infant Jaume.
Pel que fa a la propietat i possessió, es definien els béns públics, com boscos i aigües, i es garantien la llibertat en la transmissió de propietats, excepte en casos específics com la prohibició d'alienar-les a cavallers i l'Església. En l'àmbit judicial, s'establí una justícia pública i gratuïta, amb òrgans com el batle i el veguer, eliminant proves bàrbares per determinar culpabilitats. La carta també protegí drets individuals, com la inviolabilitat del domicili, i regulà la persecució de delictes, com l'adulteri, només jutjats en cas de violència. Finalment, per afavorir el comerç, s'eliminaren taxes com la lleuda i el peatge, es regularen mesures ponderals per evitar fraus i s'establiren normes sobre endeutament i garanties als creditors.
En conjunt, la Carta de franquesa de Mallorca suprimí exempcions senyorials i promogué una administració de justícia més equitativa, tot i presentar algunes limitacions, com la manca de regulació per a jueus i musulmans. Aquest text marcà les bases per al desenvolupament econòmic i social del nou regne.
La Juraria tenia com a missió la defensa de les franqueses i privilegis del regne. Tant era així, que al còdex encarregat pels jurats, el Llibre de franqueses i privilegis del Regne de Mallorca, esmenten la necessitat de recopilar-les en cas que es perdessin o es negligissin els privilegis i concessions atorgades. Una situació, aquesta darrera, que sovint es va donar al llarg dels segles.

## Els estaments
La Universitat estava dividida en diversos estaments que representaven als habitants del regne davant les seves institucions. Hi havia certa mobilitat entre els estaments, havent un interès per passar cap als dos superiors, ja que permetien gaudir d'una sèrie de privilegis fiscals. Així, el 1519 s'intentà que aquells membres que ascendissen, no poguessen ocupar càrrec al seu nou estament de per vida; però la prohibició es limità a sis anys.
A Mallorca es varen contemplar quatre estaments urbans i els prohoms forans:
- Estament militar o cavaller: Estava integrat per persones privilegiades que pertanyien al braç noble. Al Regne de Mallorca els cavallers ocuparen el lloc preeminent d'aquest estament. La condició militar només podia ser atorgada pel monarca, i tenia caràcter hereditari. Per donar el pas, era necessari haver estar armat cavaller, amb el ritual necessari; aquells que no ho havien fet, però havien heretat aquesta condició, es coneixien com a donzells o hòmens de paratge.[1]
- Estament ciutadà: Estava conformat pels membres del patriciat urbà que no eren militars i que els seus ingressos provenien de les rentes de les seves propietats. Malgrat tot, es feien excepcions amb els comerciants més adinerats. Els seus membres gaudien dels mateixos drets que els de l'estament militar, però no tenien immunitat fiscal, com els altres.[1]
- Estament mercader: Estava integrat per comerciants que tenien un nivell financer prou import com per dedicar-se al comerç a gran escala i havien d'estar inscrits a Col·legi de la Mercaderia. No tenien els mateixos privilegis que els militars o ciutadans, fet que va provocar una constant pressió per ascendir als altes dos estaments superiors. La necessitat de cobrir aquest estament, donada la migració als dos esmentats, va fer que a partir de 1392 els notaris s'integrassen a ell. Aquest fet provocà les protestes dels seus membres i s'optà per no deixar-los poder ser elegits jurats, cònsols de mar o jutges d'apel·lació, però sí oïdors de comptes. No seria fins al segle xvii quan podrien optar als màxims òrgan de govern de la Juraria.[1]
- Estament menestral: Representava als treballador manuals, agrupant tant treballs manuals con altres més intel·lectuals. Des de 1283 podien formar part dels òrgans rectors de la Universitat, quasi dos segles abans que als altres territoris de la Corona d'Aragó.[1]
- Prohoms forans: Són els terratinent de les viles, que amb el pas del temps i els fets tumultuosos de la baixa edat mitjana mallorquina, acaben empobrint-se o passant als estaments ciutadans o mercaders de la ciutat.[2]

## Institucions reials

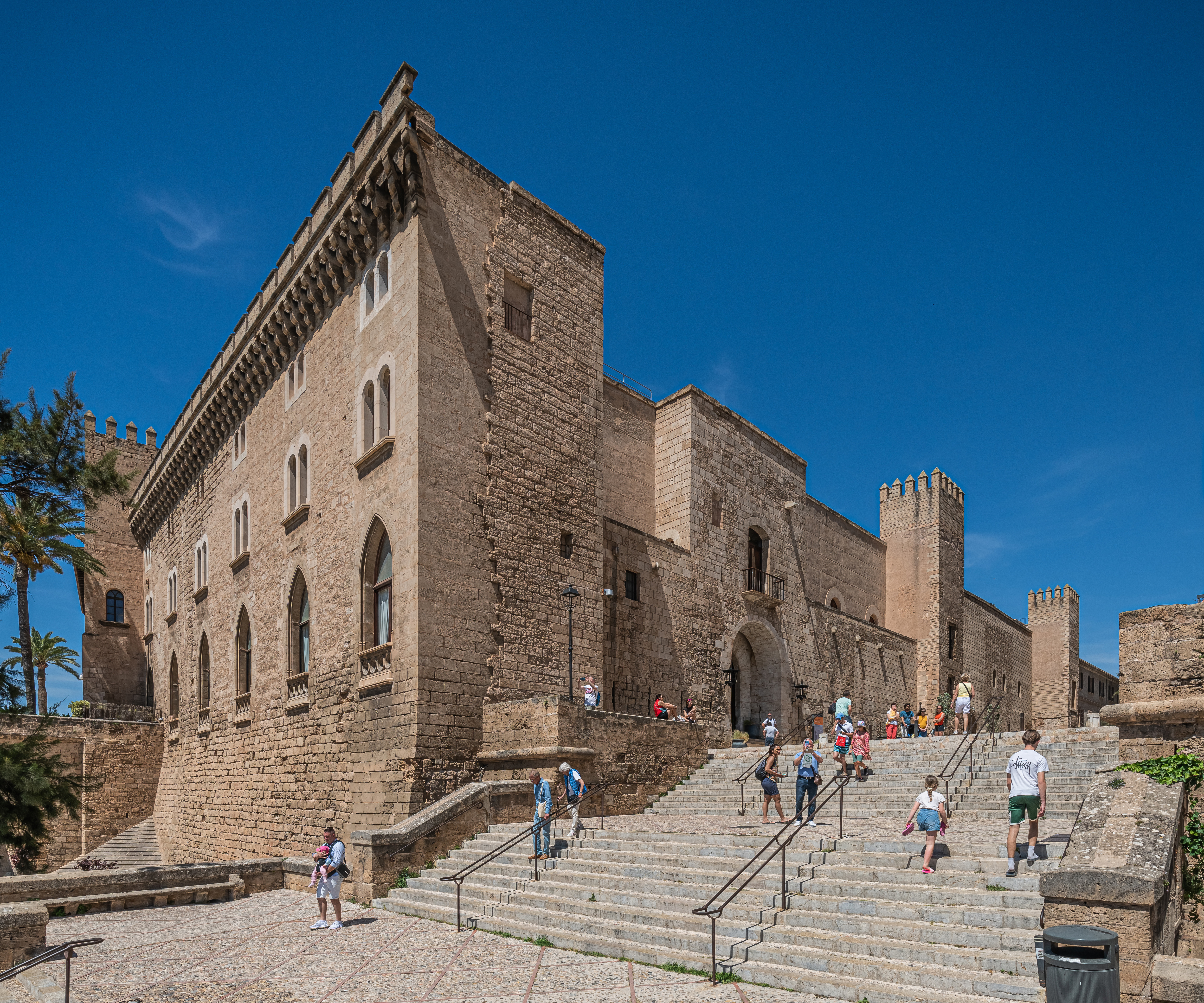
Palau reial de l'Almudaina, antiga seu de la Cúria de la Governació

### Cúria de la Governació
La Cúria de la Governació fou el tribunal superior de justícia del Regne de Mallorca fins a finals del segle xv. Presidida pel lloctinent o el governador, amb l'assistència d'un assessor jurídic conegut com a regent de la Cancelleria, la Cúria actuava en primera o segona instància en casos provinents de Menorca, Eivissa, les batlies de les viles mallorquines i les cúries senyorials. També era el tribunal ordinari per a delictes com la falsificació de moneda, processos contra oficials reials i delictes de lesa majestat. Amb la creació de la Reial Audiència de Mallorca el 1571, les funcions de la Cúria foren absorbides per aquesta nova institució.
Al llarg de la història, els màxims representants del rei al Regne de Mallorca han rebut successivament les denominacions de lloctinent, governador i virrei, sense coincidir mai en el temps. El terme lloctinent es va utilitzar des de la conquesta de Mallorca el 1229 fins a la incorporació definitiva del regne a la Corona d'Aragó el 1343. Posteriorment, es va adoptar el títol de governador, que es mantingué fins a la Revolta Forana el 1451. En aquest moment es recuperà el terme lloctinent, que es va conservar fins poc després de la creació de la Reial Audiència de Mallorca el 1576, moment en què s'introduí el títol de virrei, que romangué vigent fins al Decret de Nova Planta el 1715.

### Reial Audiència de Mallorca
La Reial Audiència exercia com a màxima autoritat judicial a l'illa, amb competències en afers civils i criminals, i també assessorava el virrei en qüestions de govern. Fou una institució creada per Felip II l'any 1571 amb la finalitat d’assumir les funcions judicials en nom del rei al Regne de Mallorca, inspirant-se en altres audiències de la Corona d'Aragó. Abans de la seva fundació, la justícia a l'illa era gestionada per diverses cúries, com la del batlle o el veguer, que depenien de la Cúria de la Governació, presidida pel lloctinent general. Amb la Reial Audiència, es buscava una administració més eficaç i equilibrada de la justícia, a més de mitigar tensions socials amb el governador.
En els seus inicis, aquesta institució estava formada per sis experts en dret civil o canònic, juntament amb el regent de la Cancelleria i l’advocat fiscal. La composició incloïa membres locals i d'altres territoris de la Corona d'Aragó, per garantir un coneixement profund de la tradició jurídica catalana i aragonesa. La presidència era nominalment del rei, però en la pràctica la dirigia el virrei.

### Procuració reial
La Procuració Reial de Mallorca fou creada per Jaume II per gestionar les rendes i drets de la Corona al regne, substituint el batle en aquestes tasques. Inicialment comptava amb dos procuradors, però el 1345 es reduí a un. Aquesta institució no només administrava el patrimoni reial sinó que també assumia funcions de govern en absència del lloctinent, amb càrrecs sovint ocupats per membres de l'oligarquia urbana.
La Procuració va unificar les finances reials de les Balears, tot i que Menorca mantenia una administració pròpia fins que Joan II la suprimí. Els comptes eren revisats anualment pel mestre racional abans de l'aprovació reial. Durant la Guerra Civil Catalana, tingué un paper clau en la recaptació de deutes públics per finançar operacions militars i, en els segles següents, atengué les necessitats defensives del regne.

### La Cúria del batle
La Cúria del batle, presidida pel batle de Mallorca, fou una institució clau en l'administració de justícia i govern al Regne de Mallorca. Creat per Jaume I després de la conquesta, el batle exercia funcions judicials en conflictes menors i administrava afers civils i censos a les viles. La seva autoritat s'estenia a les batlies foranes, instaurades per Pere de Portugal, i es reforçà amb l'ordenació de les viles per Jaume II.
A la cúria, el batle dictava sentències amb l'ajuda d'un escrivà i un saig, mentre que els conflictes més greus es remetien al virrei. La cúria gestionava qüestions com denúncies, citacions, penyores i apel·lacions. Malgrat el Decret de Nova Planta de 1715, que eliminà les institucions pròpies del regne, les funcions del batle i la cúria es mantingueren parcialment fins als segles xviii i xix.

### Els veguers
Els càrrecs de veguer es van instaurar al Regne de Mallorca durant la baixa edat mitjana, després de la conquesta de l'illa per Jaume I el 1229. Inicialment, el veguer tenia jurisdicció sobre tota l'illa, però amb el temps es va dividir en dues oficines: el Veguer de la Ciutat i el Veguer de Fora.
El veguer de la ciutat era responsable d'aquesta i els seus voltants, exercint funcions en afers civils i criminals, especialment en casos amb penes corporals o capitals. El càrrec, ocupat per membres de l'estament ciutadà, també col·laborava amb altres oficials reials, com el batlle general i el mostassaf, en la governança local. El veguer de fora, per la seva banda, gestionava la Part Forana i supervisava els batlles reials locals. Creat abans de 1301 sota el regnat de Jaume II, aquest càrrec estava ocupat per membres de l'estament militar. La seva seu inicial fou el Palau Reial de Sineu, establerta per ordre de Sanç I el 1319, però posteriorment es traslladà a la ciutat.
Ambdós càrrecs, subordinats al governador general, tenien mandats anuals i compartien funcions d'administració de justícia, supervisió dels batlles i manteniment de l'ordre públic en les seves respectives jurisdiccions.

## Institucions territorials

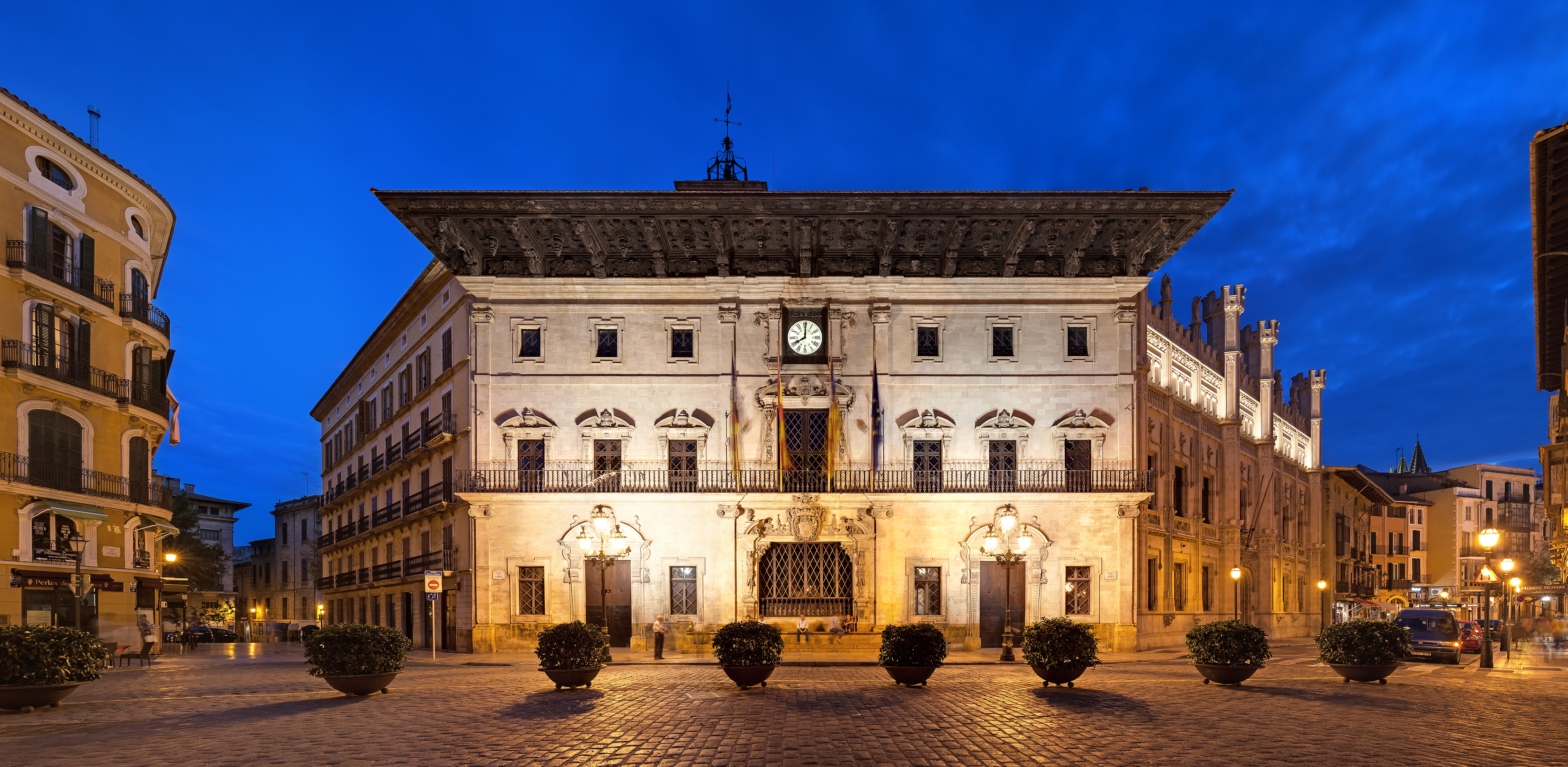
Seu de la Juraria i del Gran i General Consell de Mallorca, a l'actual edifici de l'ajuntament de Palma.

### La Juraria
Els Jurats de la Ciutat i Regne de Mallorca van ser l'òrgan de govern territorial més important de Mallorca des del 7 de juliol de 1249 fins a la seva abolició el 6 de setembre de 1718 amb l'aplicació dels Decrets de Nova Planta. Creats per Jaume I, aquest organisme estava format per sis membres que representaven diferents estaments socials: un cavaller (jurat en cap), dos ciutadans, dos mercaders i un menestral. Els jurats tenien mandats anuals, no rebien remuneració i no podien renunciar al càrrec.
Aquest òrgan formava part de la Universitat de la Ciutat i Regne de Mallorca, i els jurats dedicaven almenys dues hores al matí i dues a la tarda a la Casa de la Juraria, situada a la planta baixa de l’actual ajuntament de Palma, a la plaça de Cort. Durant la Festa de l'Estendard, tenien el privilegi de portar el penó reial i en les cerimònies oficials vestien gramalles púrpures amb voltes de vellut negre.
Els jurats participaven en el Gran i General Consell i en el Consell Secret, presidits pel jurat en cap, que havia de pertànyer al braç militar.

### El Gran i General Consell
El Gran i General Consell va ser l'òrgan suprem de govern i representació del Regne de Mallorca des de la seva creació el 1249 fins a la seva abolició juntament amb la Juraria, en virtut dels Decrets de Nova Planta.
Aquest consell exercia funcions polítiques, administratives i legislatives, assumint moltes de les tasques que en altres regnes corresponien a les Corts, ja que el Regne de Mallorca no en disposava. El consell estava format per representants dels diferents estaments socials de l'illa, incloent cavallers, ciutadans, mercaders, menestrals i representants de les viles de la Part Forana.
Les seves competències abastaven l'elaboració de lleis, la gestió de la hisenda pública, la promoció de l'economia, especialment en garantir l'abastiment d'aliments, i l'organització de la defensa del territori.

### El Sindicat de Fora
El Sindicat de Fora fou una institució creada el 1315 pel rei Sanç de Mallorca per representar les viles de la Part Forana en el govern del regne. Aquesta entitat va néixer per equilibrar les tensions entre la ciutat de Mallorca i les zones rurals, oferint als pobles forans un mecanisme per participar en les decisions polítiques i econòmiques del regne.
L'estructura del Sindicat de Fora incloïa diversos òrgans. El Consell del Sindicat estava format per representants de les viles foranes que deliberaven sobre assumptes comuns. A més, una comissió de deu síndics, elegida anualment, s'encarregava de negociar amb els jurats de la ciutat i de supervisar els comptes. Finalment, els síndics clavaris eren responsables d'executar els acords del consell i administrar els recursos econòmics de la Universitat Forana.
Tot i que el Sindicat de Fora va contribuir a la participació de les zones rurals en el govern, no va assolir plena autonomia respecte a la ciutat de Mallorca. Amb l’aplicació dels Decrets de Nova Planta, les seves funcions es van veure molt restringides i finalment l'organisme fou abolit el 3 d'abril de 1834.

### Les Universitats
Des d'un punt de vista estrictament jurídic, Mallorca estava governada i administrada a través de la Universitat General del Regne de Mallorca. Tant la Universitat de la Ciutat com la Universitat Forana eren persones jurídiques subalternes a aquesta institució general. La Universitat General disposava de dos òrgans principals: la Juraria i el Gran i General Consell, encarregats de gestionar els afers polítics, econòmics i legislatius de l'illa.
Inicialment, tota Mallorca constituïa un municipi únic, governat des de 1249 per la Universitat de la Ciutat i Regne de Mallorca. No obstant això, l'any 1315, el rei Sanç I de Mallorca va ordenar la creació de la Universitat Forana, una persona jurídica amb govern assembleari conegut com el Consell del Sindicat. Aquesta assemblea, convocada i presidida pels síndics clavaris, tenia com a funció principal defensar els interessos comuns de les viles de la Part Forana i traslladar-los a les instàncies pertinents, especialment a la monarquia. Els historiadors interpreten la creació de la Universitat Forana com una iniciativa per donar veu a les viles, que havien experimentat un creixement notable durant la segona meitat del segle xiii, i per limitar el poder dels estaments privilegiats de la ciutat, fomentant un front comú entre els forans i els menestrals urbans.
Aquest canvi va provocar que, a partir de 1315, la ciutat passés a ser només un municipi, juntament amb el seu terme. Així, es va establir la Universitat de la Ciutat, governada pels jurats i pel seu òrgan assembleari, el Consell de la Ciutat. Tot i això, els jurats seguien sent els mateixos que els del Regne, i la seva jurisdicció continuava abastant tota l'illa, fet que generava constants disputes amb les institucions foranes. El Consell de la Ciutat, en teoria, només tenia jurisdicció sobre el municipi, però en la pràctica sovint es confonia amb el Gran i General Consell, considerat el Consell de la Ciutat ampliat amb representants forans. Aquesta situació era una font recurrent de conflictes amb la Part Forana, que veia com el Consell de la Ciutat utilitzava els fons del Regne en benefici propi.

## Evolució dels sistemes d'elecció
Les principals institucions territorials, la Juraria i el Gran i General Consell, comptaven amb complexos sistemes d'elecció dels seus membres, que van anar canviant freqüentment al llarg del temps fins a la instauració de la insaculació el 1447 per ordre d'Alfons el Magnànim. A partir d'aquell moment, i fins a l'abolició de les institucions amb els Decrets de Nova Planta, el sistema es mantingué amb pocs canvis.

### Règim de la franquesa
Entre 1249 i 1372, les institucions es van regir pel règim establert a la Carta de privilegis i franqueses atorgada per Jaume I. Aquest sistema es basava en l'elecció directa per cooptació: els càrrecs sortints designaven els seus successors durant el dia de Nadal, i havien de ser confirmats pel batle. Els nous membres no podien ser parents dels seus predecessors ni optar a la reelecció. Aquest sistema es va modificar el 1382, quan es va introduir el sorteig com a mecanisme de selecció. A partir d’aquell moment, els sis jurats es distribuïren segons els estaments socials: un cavaller, dos ciutadans, dos mercaders i un menestral.
Quan Jaume II esdevingué rei de Mallorca el 1276, va jurar les franqueses i privilegis del regne sense restriccions, simbolitzant la instauració de la nova dinastia i la continuïtat institucional. No obstant això, l'alineament de Jaume II amb la dinastia capeta motivà la confiscació del regne per Alfons d'Aragó, que subordinà les institucions locals. El 27 de juny de 1287, reorganitzà el sistema municipal, mantenint els sis jurats però modificant-ne l’estructura en tres categories (mà major, mitjana i menor), eliminant el jurat cavaller, en represàlia per la seva oposició al nou rei, i reduint les atribucions dels jurats a tasques de gestió. També introduí un control més estricte per part de l'administració reial, on el procurador tenia un paper actiu en la renovació de càrrecs, contrastant amb la funció més passiva del batle establerta el 1249.
Amb la restauració de la dinastia mallorquina el 1298, Jaume II va intentar recuperar part de l'autonomia municipal. No obstant això, Sanç I va establir el 1315 un sistema dual que diferenciava la Universitat de la ciutat, representada pels jurats i el consell urbà, i la Universitat Forana, que representava les poblacions de l'interior de l'illa. Aquest sistema dual va limitar encara més el poder dels jurats, que havien de compartir la presa de decisions amb els representants forans. El sistema d'elecció sofrí canvis freqüents entre 1373 i 1398, on hi va haver vuit reformes, combinant l'adopció parcial del sistema de sorteig per als càrrecs principals amb la reintroducció de mètodes ja utilitzats anteriorment.

### Règim de la pragmàtica
A causa dels problemes sorgits arran de l'enfrontament entre bàndols pel control municipal el rei Martí l'Humà el 1398 proclama una pragmàtica redactada pel governador Hug d'Anglesola. L'aspecte principal era la unificació del Gran i General Consell i el Consell del Sindicat Forà en un sol organisme, establint com a base de la representació ciutadana les cinc parròquies, que exercien el poder durant un any de manera rotativa.
Els electors es seleccionaven a l'atzar entre els membres presents de la parròquia que exercia el govern aquell any i els candidats triats per aquests electors eren votats per majoria. Posteriorment, els nous consellers designaven els jurats el dia de Sant Tomàs (21 de desembre) seguint un complex sistema que combinava sorteig i votació entre els diferents estaments.

### Règim de la concòrdia
El desembre de 1439, el rei Alfons el Magnànim va implementar una reforma coneguda com a règim de concòrdia, que tenia com a objectiu reorganitzar el govern municipal i prevenir conflictes entre faccions. Aquesta nova estructura combinava l'ús de la discreció dels electors amb el sorteig, oferint un sistema equilibrat per a la selecció de càrrecs.
El nou règim establia la creació de dos registres, un sota la governació i l’altre gestionat per la Universitat. En aquests llibres es registraven els noms dels homes de Mallorca, majors de 25 anys, tant de la ciutat com de la Part Forana, que fossin considerats aptes per participar en les decisions de govern. La selecció es feia sota la supervisió del governador i els jurats, i els registres es renovaven cada tres anys. Posteriorment, es procedia a escollir els consellers i jurats mitjançant sorteig. Una característica destacada d'aquest sistema era l'eliminació dels nomenaments directes. Tots els jurats eren seleccionats per sorteig dins de la bossa corresponent al seu estament social.

### Règim de sort i sac
A mitjan segle xv, el Regne de Mallorca va implantar un sistema per proveir els càrrecs públics, anomenat règim d’insaculació o, popularment, «regiment de sort i sach». Les primeres aplicacions d’aquest mètode ja havien estat assajades amb anterioritat en diversos municipis del regne de València, a Menorca, i a Saragossa i altres localitats aragoneses. Amb aquestes experiències prèvies, el rei Alfons el Magnànim va establir oficialment la insaculació a Mallorca mitjançant la pragmàtica de Tívoli (14 d'agost de 1447). A partir d'aleshores, cada any es triaven, per sorteig i d'entre persones habilitades prèviament, els membres del Gran i General Consell i altres càrrecs de govern de la Universitat de la Ciutat i Regne de Mallorca.
El mecanisme bàsic de la insaculació consistia a introduir els noms dels candidats elegibles dins d'uns sacs (boçots), cadascun designat per a un estament o per a un càrrec concret. Entre els oficials municipals que s'hi proveïen figuraven els jurats, els consellers del Gran i General Consell, altres responsables de la Universitat de Mallorca i, fins i tot, certs oficis subalterns. Aquests sacs es custodiaven dins la coneguda «Caixa del Regiment», que es tancava amb tres claus: una en mans del lloctinent general (més tard el virrei), i les altres dues en poder dels jurat cavaller i del primer jurat ciutadà. La caixa, al seu torn, quedava dipositada en una arca més gran, tancada amb quatre claus addicionals, custodiades pels altres jurats. Només en unes dates determinades de l'any s'obrien aquests contenidors per efectuar els sortejos en presència del lloctinent (després virrei), el seu assessor i els sis jurats.
D'acord amb la normativa original, jurats i consellers es renovaven anualment el dia 20 de desembre (vigília de Sant Tomàs). A partir d'una provisió del rei Joan II (12 de desembre de 1458), la data passà al 13 de desembre (festivitat de Santa Llúcia). El sorteig es feia en sessió pública, amb la presència del lloctinent o virrei, els jurats i un infant menor de set anys que extreia les butlletes d'entre les boletes lacrades en cera verda. Aquelles persones que resultaven elegides havien de prestar jurament el dia 8 de gener, en una sessió plenària que formalitzava el començament del seu mandat.
La insaculació tenia un doble objectiu: pacificar les disputes entre bandositats que sovint competien pel poder local (a Mallorca, les principals faccions eren la del Call i la de l'Almudaina) i, alhora, afavorir el control de la monarquia sobre el poder municipal i territorial. Alfons el Magnànim ja havia establert que els nomenaments i la llista de sortejables requeria el vistiplau del lloctinent, qui podia vetar noms considerats poc fidels o introduir-ne d'altres d'afins a la seva política. Aquesta facultat fou explotada també pels reis posteriors, especialment els de la Casa d’Àustria, i fou habitual que el virrei intervingués de manera unilateral en la confecció de les bosses de sortejables, marginant amb freqüència els jurats.
Les friccions entre l’autoritat reial i els òrgans de govern mallorquins es reflectiren, entre altres qüestions, en la manipulació de les llistes per designar uns o altres candidats, en la negativa a renovar les bosses en períodes concrets i en la pressió dels virreis per imposar la seva voluntat. Aquest autoritarisme progressiu de la monarquia, sobretot als segles xvi i xvii, va permetre al poder reial mantenir un control efectiu del govern insular.